# Denis Mukwege
Denis Mukengere Mukwege (Bukavu, Belga Kongó, 1955. március 1. –) kongói orvos, nőgyógyász, aki a háborús bűncselekmények során tömeges nemi erőszak áldozatává vált nők kezelésére specializálta magát. 1999-ben alapította meg szülővárosában a Panzi Kórházat, ahol azóta kezeli nemi erőszakos cselekmények áldozatait. 2018-ban Nadiye Muraddal közösen Nobel-békedíjban részesült.

## Életpályája
Egy pünkösdista lelkész harmadik gyerekeként született. Édesapja munkássága késztette orvosi pályára, mivel meg akarta gyógyítani azokat az embereket, akikért apja imádkozott. Másik motivációt a terhességgel, illetve szüléssel kapcsolatos komplikációk észlelése jelentette, amit a megfelelő egészségügyi ellátás hiánya is okozott. Egyetemi tanulmányait a Burundi Egyetemen végezte, ahol 1983-ban szerzett orvosi diplomát, ezt követően egy Bukavu melletti kórházban dolgozott gyermekorvosként. Praktizálása során a nőgyógyászathoz, illetve a szülészet felé fordult, a franciaországi Angers-i Egyetemen szerzett szakorvosi képesítéseket 1989-ben. Hazatérése után folytatta munkáját, egészen az első kongói háború kitöréséig, amikor visszatért Bukavuba és a második kongói háború alatt megalapította saját kórházát, a Panzi Kórházat. A kórház a fegyveres konfliktus során megerőszakolt nők kezelésére szakosodott. Ekkor érzékelte, hogy az elsődleges női nemi szerveken okozott sérüléseket háborús eszköznek használják, és a rekonstrukciós jellegű műtétek elvégzésére is összpontosított, majd az orvosi segítségen kívül később gazdasági és jogi segítségnyújtással bővítette ki tevékenységét.
Tevékenységét nagy nemzetközi figyelem kíséri, 2012 szeptemberében beszédet tartott az ENSZ-nél, ahol elítélte a Kongói Demokratikus Köztársaságban elkövetett tömeges erőszakolásokat és bírálta a kormányzatot, hogy nem tesz eleget ennek megállításáért. Egy hónapra rá, október 25-én támadás érte az otthonát. Lányát túszul ejtették és megvárták, amíg Mukwege hazatér, hogy merényletet követhessenek el ellene. Visszatérésekor testőre közbelépett, akit a támadók lelőttek, Mukwege meg a földre dobta magát, így túlélvén a támadást. Ezt követően elmenekült Franciaországba, ahonnan három hónap múlva, 2013. január 14-én tért haza, miután betegei pénzt gyűjtöttek össze, hogy a repülőútját finanszírozzák. Ekkor a kórházba költözött. 2015-ben védte meg PhD-értekezését az Université libre de Bruxelles-en.
Rendszeresen szólal fel nemzetközi fórumokon a háborúk során megerőszakolt nők érdekében, cselekvésre szólítva fel a nemzetközi közösséget. Tevékenységét számos díjjal jutalmazták: többek között 2014-ben az Európai Parlament Szaharov-díjjal, 2018-ban pedig Nadiye Muraddal közösen Nobel-békedíjjal tüntették ki. Ezenkívül számos egyetem díszdoktori címet adományozott neki.

## Díjai, elismerései
- ENSZ emberi jogi díj (2008)
- Olof Palme-díj (2008)
- Év afrikai embere (2009)
- a Francia Becsületrend lovagja (2009)
- a Francia Becsületrend tisztje (2013)
- Alternatív Nobel-díj (2013)
- Szaharov-díj (2014)
- a Time magazin 100 legbefolyásosabb embere (2016)
- Nobel-békedíj (Nadiye Muraddal, 2018)